# Herrarnas sprint i bancykling vid olympiska sommarspelen 2016
Herrarnas sprint i bancykling vid olympiska sommarspelen 2016 avgjordes den 12-14 augusti 2016 i Rio de Janeiro.

## Medaljörer
| Event            | Guld                       | Silver                        | Brons                    |
| Herrarnas sprint | Jason Kenny Storbritannien | Callum Skinner Storbritannien | Denis Dmitrijev Ryssland |

## Resultat

### Kval
| Placering | Cyklist                             | Tid      | Genomsnittlig hastighet (km/h) | Noterningar |
| --------- | ----------------------------------- | -------- | ------------------------------ | ----------- |
| 1         | Jason Kenny (GBR)                   | 9,551    | 75,384                         | Q, OR       |
| 2         | Callum Skinner (GBR)                | 9,703[A] | 74,203                         | Q           |
| 3         | Matthew Glaetzer (AUS)              | 9,704    | 74,196                         | Q           |
| 4         | Denis Dmitrijev (RUS)               | 9,774    | 73,664                         | Q           |
| 5         | Grégory Baugé (FRA)                 | 9,807    | 73,416                         | Q           |
| 6         | Njisane Phillip (TTO)               | 9,813    | 73,372                         | Q           |
| 7         | Damian Zielinski (POL)              | 9,823    | 73,297                         | Q           |
| 8         | Jeffrey Hoogland (NED)              | 9,837    | 73,193                         | Q           |
| 9         | Sam Webster (NZL)                   | 9,880    | 72,874                         | Q           |
| 10        | Edward Dawkins (NZL)                | 9,895    | 72,764                         | Q           |
| 11        | Francois Pervis (FRA)               | 9,898    | 72,741                         | Q           |
| 12        | Joachim Eilers (GER)                | 9,908    | 72,668                         | Q           |
| 13        | Xu Chao (CHN)                       | 9,939    | 72,441                         | Q           |
| 14        | Pavel Kelemen (CZE)                 | 9,969    | 72,223                         | Q           |
| 15        | Rafal Sarnecki (POL)                | 9,980    | 72,144                         | Q           |
| 16        | Fabian Hernando Puerta Zapata (COL) | 9,981    | 72,137                         | Q           |
| 17        | Patrick Constable (AUS)             | 10,010   | 71,928                         | Q           |
| 18        | Maximilian Levy (GER)               | 10,035   | 71,748                         | Q           |
| 19        | Juan Peralta Gascon (ESP)           | 10,055   | 71,606                         |             |
| 20        | Kang Dong-jin (KOR)                 | 10,092   | 71,343                         |             |
| 21        | Theo Bos (NED)                      | 10,140   | 71,005                         |             |
| 22        | Im Chaebin (KOR)                    | 10,147   | 70,956                         |             |
| 23        | Santiago Ramírez (COL)              | 10,199   | 70,595                         |             |
| 24        | Hersony Canelon (VEN)               | 10,239   | 70,319                         |             |
| 25        | Seiichiro Nakagawa (JPN)            | 10,241   | 70,305                         |             |
| 26        | Nikita Sjursjin (RUS)               | 10,418   | 69,111                         |             |
| 27        | Cesar Marcano (VEN)                 | 10,649   | 67,611                         |             |

- A  Det var även olympiskt rekord tills det blev slaget av Jason Kenny

### Första omgången
| Namn                  | Tid    | Genomsnittlig hastighet (km/h) |
| --------------------- | ------ | ------------------------------ |
| Jason Kenny (GBR)     | 10,245 | 70,278                         |
| Maximilian Levy (GER) | +0,066 | +0,066                         |

| Namn                                | Tid    | Genomsnittlig hastighet (km/h) |
| ----------------------------------- | ------ | ------------------------------ |
| Matthew Glaetzer (AUS)              | 10,299 | 69,909                         |
| Fabian Hernando Puerta Zapata (COL) | +0,058 | +0,058                         |

| Namn                | Tid    | Genomsnittlig hastighet (km/h) |
| ------------------- | ------ | ------------------------------ |
| Grégory Baugé (FRA) | 10,214 | 70,491                         |
| Pavel Kelemen (CZE) | +0,050 | +0,050                         |

| Namn                   | Tid    | Genomsnittlig hastighet (km/h) |
| ---------------------- | ------ | ------------------------------ |
| Joachim Eilers (GER)   | 10,428 | 69,044                         |
| Damian Zielinski (POL) | +0,041 | +0,041                         |

| Namn                 | Tid    | Genomsnittlig hastighet (km/h) |
| -------------------- | ------ | ------------------------------ |
| Sam Webster (NZL)    | 10,159 | 70,873                         |
| Edward Dawkins (NZL) | +0,150 | +0,150                         |

| Namn                    | Tid    | Genomsnittlig hastighet (km/h) |
| ----------------------- | ------ | ------------------------------ |
| Callum Skinner (GBR)    | 10,254 | 70,216                         |
| Patrick Constable (AUS) | +0,071 | +0,071                         |

| Namn                  | Tid    | Genomsnittlig hastighet (km/h) |
| --------------------- | ------ | ------------------------------ |
| Denis Dmitrijev (RUS) | 10,141 | 70,998                         |
| Rafal Sarnecki (POL)  | +0,036 | +0,036                         |

| Namn                  | Tid    | Genomsnittlig hastighet (km/h) |
| --------------------- | ------ | ------------------------------ |
| Xu Chao (CHN)         | 10,373 | 69,410                         |
| Njisane Phillip (TTO) | +0,145 | +0,145                         |

| Namn                   | Tid    | Genomsnittlig hastighet (km/h) |
| ---------------------- | ------ | ------------------------------ |
| Jeffrey Hoogland (NED) | 10,181 | 70,719                         |
| Francois Pervis (FRA)  | +0,052 | +0,052                         |

### Första återkvalet
| Namn                  | Tid    | Genomsnittlig hastighet (km/h) |
| --------------------- | ------ | ------------------------------ |
| Maximilian Levy (GER) | 10,356 | 69,524                         |
| Edward Dawkins (NZL)  | +0,024 | +0,024                         |
| Njisane Phillip (TTO) | +1,429 | +1,429                         |

| Namn                    | Tid    | Genomsnittlig hastighet (km/h) |
| ----------------------- | ------ | ------------------------------ |
| Patrick Constable (AUS) | 10,363 | 69,477                         |
| Damian Zielinski (POL)  | +0,028 | +0,028                         |
| Pavel Kelemen (CZE)     | +0,378 | +0,378                         |

| Namn                                | Tid    | Genomsnittlig hastighet (km/h) |
| ----------------------------------- | ------ | ------------------------------ |
| Fabian Hernando Puerta Zapata (COL) | 10,272 | 70,093                         |
| Rafal Sarnecki (POL)                | +0,086 | +0,086                         |
| Francois Pervis (FRA)               | +0,607 | +0,607                         |

### Andra omgången
| Namn                                | Tid    | Genomsnittlig hastighet (km/h) |
| ----------------------------------- | ------ | ------------------------------ |
| Jason Kenny (GBR)                   | 10,369 | 69,437                         |
| Fabian Hernando Puerta Zapata (COL) | +0,109 | +0,109                         |

| Namn                   | Tid    | Genomsnittlig hastighet (km/h) |
| ---------------------- | ------ | ------------------------------ |
| Matthew Glaetzer (AUS) | 10,166 | 70,824                         |
| Maximilian Levy (GER)  | +0,059 | +0,059                         |

| Namn                   | Tid    | Genomsnittlig hastighet (km/h) |
| ---------------------- | ------ | ------------------------------ |
| Grégory Baugé (FRA)    | 10,103 | 71,265                         |
| Jeffrey Hoogland (NED) | +0,121 | +0,121                         |

| Namn                    | Tid    | Genomsnittlig hastighet (km/h) |
| ----------------------- | ------ | ------------------------------ |
| Callum Skinner (GBR)    | 10,359 | 69,504                         |
| Patrick Constable (AUS) | +0,021 | +0,021                         |

| Namn                  | Tid    | Genomsnittlig hastighet (km/h) |
| --------------------- | ------ | ------------------------------ |
| Denis Dmitrijev (RUS) | 10,102 | 71,273                         |
| Sam Webster (NZL)     | +0,142 | +0,142                         |

| Namn                 | Tid    | Genomsnittlig hastighet (km/h) |
| -------------------- | ------ | ------------------------------ |
| Joachim Eilers (GER) | 10,449 | 68,906                         |
| Xu Chao (CHN)        | +0,058 | +0,058                         |

### Andra återkvalet
| Namn                                | Tid    | Genomsnittlig hastighet (km/h) |
| ----------------------------------- | ------ | ------------------------------ |
| Xu Chao (CHN)                       | 10,753 | 66,958                         |
| Sam Webster (NZL)                   | +0,048 | +0,048                         |
| Fabian Hernando Puerta Zapata (COL) | +0,181 | +0,181                         |

| Namn                    | Tid    | Genomsnittlig hastighet (km/h) |
| ----------------------- | ------ | ------------------------------ |
| Patrick Constable (AUS) | 10,456 | 68,859                         |
| Maximilian Levy (GER)   | +0,100 | +0,100                         |
| Jeffrey Hoogland (NED)  | +0,118 | +0,118                         |

### Placeringslopp plats 9-12

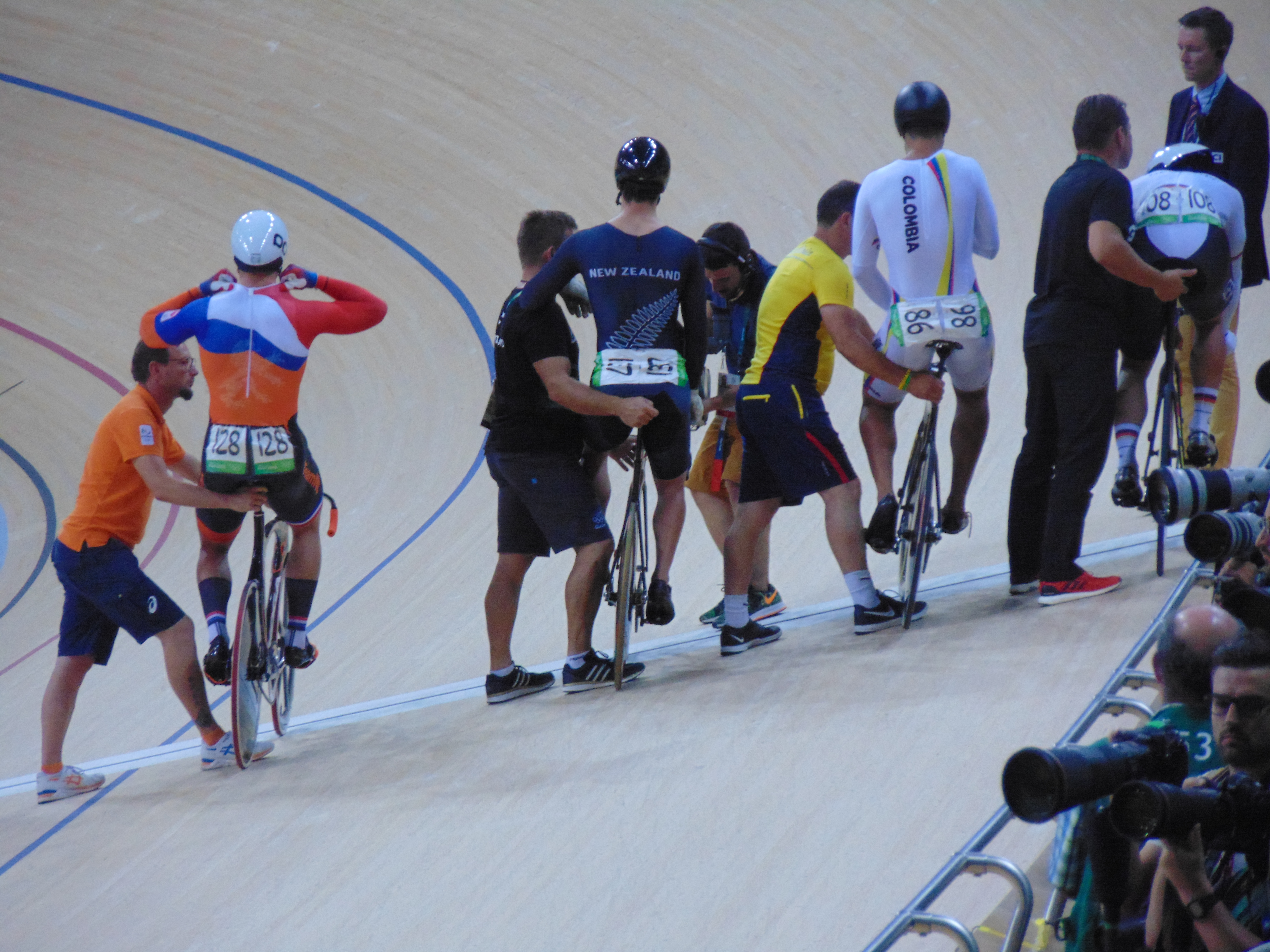
Placeringslopp plats 9-12.

| Namn                                | Tid    | Genomsnittlig hastighet (km/h) | Rank |
| ----------------------------------- | ------ | ------------------------------ | ---- |
| Maximilian Levy (GER)               | 10,275 | 70,072                         | 9    |
| Fabian Hernando Puerta Zapata (COL) | +0,067 | +0,067                         | 10   |
| Jeffrey Hoogland (NED)              | +0,126 | +0,126                         | 11   |
| Sam Webster (NZL)                   | +0,329 | +0,329                         | 12   |

### Kvartsfinaler
| Namn                    | Tid (Lopp 1) | Time (Lopp 2) |
| ----------------------- | ------------ | ------------- |
| Jason Kenny (GBR)       | 10,341       | 10,219        |
| Patrick Constable (AUS) | +0,194       | +0,258        |

| Namn                 | Tid (Lopp 1) | Time (Lopp 2) |
| -------------------- | ------------ | ------------- |
| Callum Skinner (GBR) | 10,299       | 10,212        |
| Xu Chao (CHN)        | +0,122       | +0,200        |

| Namn                   | Tid (Lopp 1) | Time (Lopp 2) |
| ---------------------- | ------------ | ------------- |
| Matthew Glaetzer (AUS) | 10,456       | 10,401        |
| Joachim Eilers (GER)   | +0,084       | +0,049        |

| Namn                  | Tid (Lopp 1) | Time (Lopp 2) |
| --------------------- | ------------ | ------------- |
| Denis Dmitrijev (RUS) | 10,202       | 10,166        |
| Grégory Baugé (FRA)   | +0,063       | +0,213        |

### Placeringslopp plats 5-8
| Namn                    | Tid    | Genomsnittlig hastighet (km/h) | Rank |
| ----------------------- | ------ | ------------------------------ | ---- |
| Joachim Eilers (GER)    | 10,525 | 68,408                         | 5    |
| Xu Chao (CHN)           | +0,036 | +0,036                         | 6    |
| Grégory Baugé (FRA)     | +0,153 | +0,153                         | 7    |
| Patrick Constable (AUS) | +0,215 | +0,215                         | 8    |

### Semifinaler
| Namn                  | Tid (Lopp 1) | Tid (Lopp 2) | Tid (Avgörande) |
| --------------------- | ------------ | ------------ | --------------- |
| Jason Kenny (GBR)     | +0,043       | 10,048       | 10,071          |
| Denis Dmitrijev (RUS) | 10,139       | +0,032       | +0,302          |

| Namn                   | Tid (Lopp 1) | Time (Lopp 2) |
| ---------------------- | ------------ | ------------- |
| Callum Skinner (GBR)   | 10,119       | 10,244        |
| Matthew Glaetzer (AUS) | +0,046       | +0,057        |

### Finaler
Bronsmatch
| Namn                   | Tid (Lopp 1) | Tid (Lopp 2) | Placering |
| ---------------------- | ------------ | ------------ | --------- |
| Denis Dmitrijev (RUS)  | 10,105       | 10,190       | 3         |
| Matthew Glaetzer (AUS) | +0,072       | +0,044       | 4         |

Final
| Namn                 | Tid (Lopp 1) | Tid (Lopp 2) | Placering |
| -------------------- | ------------ | ------------ | --------- |
| Jason Kenny (GBR)    | 10,164       | 9,916        | 1         |
| Callum Skinner (GBR) | +0,113       | +0,086       | 2         |